# Nina Uliánenko
Nina Zajárovna Uliánenko (en ruso: Ни́на Заха́ровна Улья́ненко; Vótkinsk, Unión Soviética, 17 de diciembre de 1923 - Izhevsk, Rusia, 31 de agosto de 2005) fue una aviadora militar soviética que sirvió durante la Segunda Guerra Mundial como navegante de escuadrón en el 588.º Regimiento de Bombardeo Nocturno, apodado por los alemanes «Brujas de la Noche» (325.° División Aérea de Bombarderos Nocturnos, 4.° Ejército Aéreo, Segundo Frente Bielorruso), más tarde rebautizado como 46.° Regimiento Aéreo de Bombarderos Nocturnos de la Guardia «Taman». El 18 de agosto de 1945 fue galardonada con el título de Héroe de la Unión Soviética.

## Biografía

### Infancia y juventud
Nina Uliánenko nació el 17 de diciembre de 1923 en el seno de una familia rusa de clase trabajadora en Vótkinsk en el distrito de Sarapul, en lo que ahora es la capital de la República de Udmurtia. Debido a que sus padres se divorciaron cuando solo tenía siete años, fue criada por su madre.
Durante su infancia y juventud, se sintió profundamente asombrada y fascinada por tres aviadoras famosas, Valentina Grizodúbova, Polina Osipenko y Marina Raskova, a las que veía con frecuencia en los periódicos, por lo que decidió inscribirse en el club de vuelo local cuando estaba en noveno grado, durante el cual hizo malabarismos con el trabajo escolar nocturno y el estudio de la aviación. Luego se graduó de su décimo grado de escuela y del club de vuelo local en 1940, habiendo realizado su primer vuelo el 11 de abril de 1940. Desde agosto de 1940 hasta agosto de 1941 trabajó como maestra en una jardín de onfancia, pero con ganas de volver a la aviación, ingresó a la Escuela Técnica de Aviación de Sarátov en septiembre.

### Segunda Guerra Mundial
Debido a la invasión alemana de la Unión Soviética, en enero de 1942 ingresó en la Escuela de Aviación Militar de Engels, para convertirse en navegante en el 588.º Regimiento de Bombardeo Nocturno, uno de los tres regimientos de aviación formados por mujeres, fundados por Marina Raskova y liderado por la mayor Yevdokía Bershánskai. El regimiento estaba formado íntegramente por mujeres voluntarias, desde las técnicos hasta las pilotos, todas ellas de una edad cercana a los veinte años. Al mes siguiente, terminó un curso de navegación altamente condensado en la Escuela de Aviación Militar de Engels y posteriormente fue asignada al 587.° Regimiento de Aviación de Bombarderos, el regimiento de aviación de mujeres de bombarderos diurnos, pero en marzo fue transferida al 588.° Regimiento de Bombarderos Nocturnos.
El 23 de mayo de 1942, el regimiento fue transferido a la 218.º división de bombarderos nocturnos del Frente Sur (estacionada en el aeródromo de la aldea de Trud Gornyaka cerca de Voroshilovgrado). La propia Marina Raskova las acompañó hasta su destino y luego dio un conmovedor discurso de despedida antes de regresar a Engels. En su nuevo destino el regimiento quedó adscripto al 4.º Ejército Aéreo al mando del mayor general Konstanín Vershinin. Fue el primero de los tres regimientos femeninos en entrar en combate.
El 8 de febrero de 1943, el 588.º Regimiento de Bombardero Nocturno recibió el rango de Guardias y pasó a llamarse 46.º Regimiento de Bombardeo Nocturno de la Guardia, y un poco más tarde recibió el nombre honorífico de «Taman» por su destacada actuación durante los duros combates aéreos en la península de Tamán, en 1943 (véase Batalla del cruce del Kubán).
Más tarde ese mismo año, cuando el regimiento planeaba volver a capacitar a mecánicos como navegantes y a navegantes como pilotos para formar un escuadrón adicional, expresó su deseo de convertirse en piloto de la unidad, ya que tenía experiencia previa de entrenamiento en su aeroclub. En 1944 se convirtió en comandante de vuelo en el regimiento. Participó en intensas batallas en el Cáucaso, Crimea, Polonia, Prusia Oriental y, finalmente, en la Batalla de Berlín. A mediados de febrero de 1945, había realizado 388 salidas de combate como navegante y 530 salidas adicionales como piloto al mando de un Polikarpov Po-2; al final de la guerra, había realizado 905 salidas de combate, arrojando 120 toneladas de bombas, dañando diez vehículos, cuatro transbordadores y obligando a retirarse a cuatro baterías de artillería. Por su servicio en la guerra, recibió el título de Héroe de la Unión Soviética el 18 de agosto de 1945.

### Posguerra
Después de dejar el ejército al final de la guerra, en noviembre de 1945, ingresó en el Instituto Militar de Idiomas Extranjeros de Moscú. En 1946 se mudó a la ciudad de Kursk con su esposo Nikolái Minakov, donde trabajó durante dos años como escritora para el periódico Kurskaya Pravda. En 1948 se mudó a la ciudad de Izhevsk en Udmurtia donde trabajó como editora del periódico Udmurt Pravda. Entre 1947 y 1951 fue diputada del Sóviet Supremo de la URSS. A partir de 1957 trabajó como maestra e instructora en un club de vuelo local de la asociación paramilitar DOSAAF después de graduarse de la Universidad Estatal de Udmurt en 1955. Murió el 31 de agosto de 2005 y fue enterrada en el cementerio de Chochrjavskoje.
El 24 de octubre de 1996, fue nombrada ciudadana de honor de la República de Udmurtia. El 11 de marzo de 1975, recibió el título de Ciudadano de Honor de la Ciudad de Vótkinsk. Además, la Escuela N.º 6 de Votkinsk, donde estudió en su niñez, lleva su nombre. Su nombre fue incluido en la Estela Conmemorativa a los Héroes de la Unión Soviética en la Llama Eterna en la ciudad de Izhevsk.

## Condecoraciones

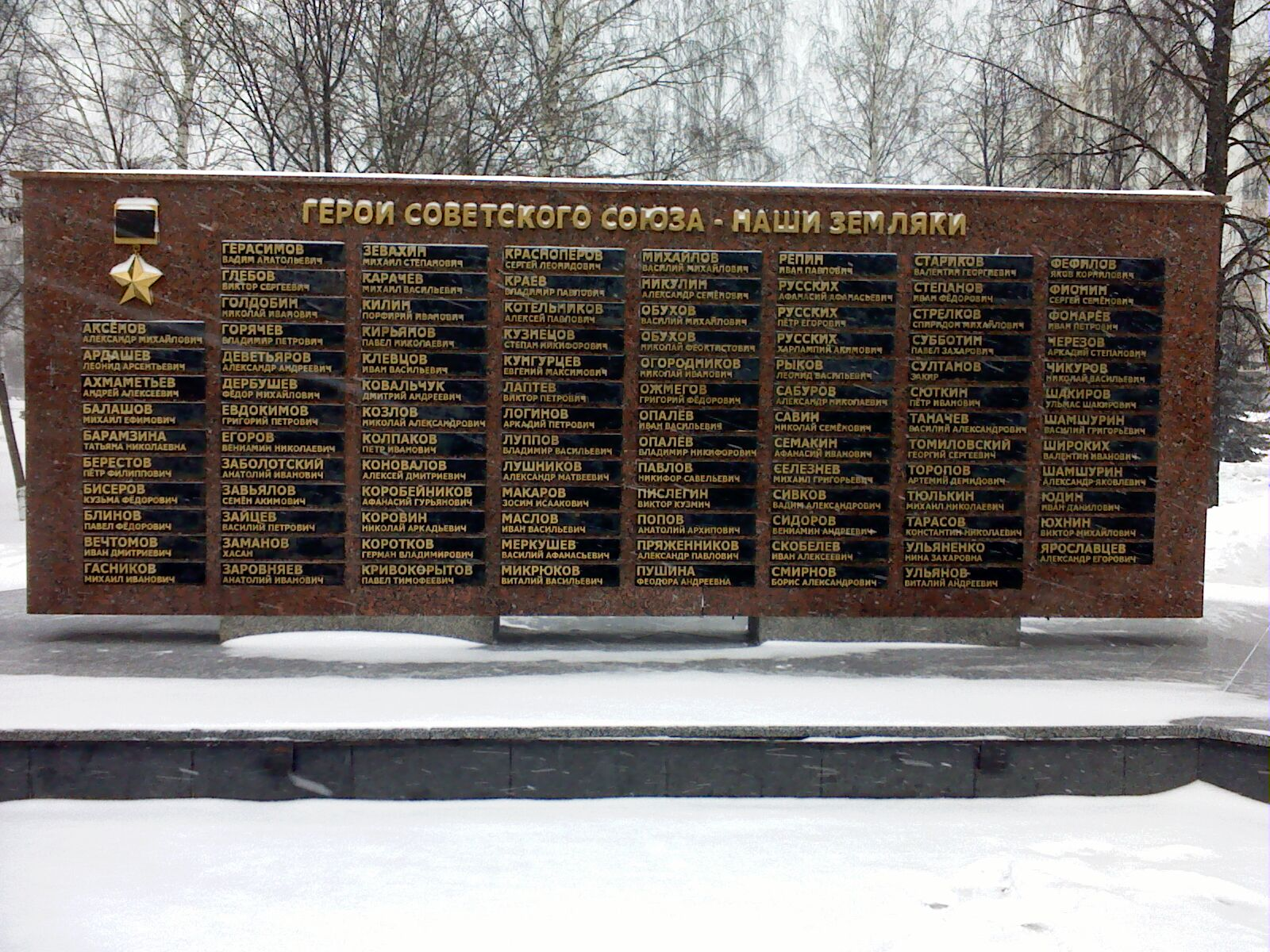
Estela conmemorativa en la Llama Eterna en la ciudad de Izhevsk

A lo largo de su vida Nina Ulianenko recibió las siguientes condecoraciones:
|  | Héroe de la Unión Soviética (18 de agosto de 1945)                                                     |
|  | Orden de Lenin (18 de agosto de 1945)                                                                  |
|  | Orden de la Bandera Roja, dos veces (17 de junio de 1943 y 15 de junio de 1945)                        |
|  | Orden de la Guerra Patria de 1.er grado (11 de marzo de 1985)                                          |
|  | Orden de la Guerra Patria de 2.do grado (29 de febrero de 1944)                                        |
|  | Orden de la Estrella Roja (29 de diciembre de 1942)                                                    |
|  | Medalla Conmemorativa por el Centenario del Natalicio de Lenin «Al valor militar»                      |
|  | Medalla por la Defensa del Cáucaso (1944)                                                              |
|  | Medalla por la Liberación de Varsovia (1945)                                                           |
|  | Medalla por la Victoria sobre Alemania en la Gran Guerra Patria 1941-1945 (1945)                       |
|  | Medalla Conmemorativa del 20.º Aniversario de la Victoria en la Gran Guerra Patria de 1941-1945 (1965) |
|  | Medalla Conmemorativa del 30.º Aniversario de la Victoria en la Gran Guerra Patria de 1941-1945 (1975) |
|  | Medalla Conmemorativa del 40.º Aniversario de la Victoria en la Gran Guerra Patria de 1941-1945        |
|  | Medalla Conmemorativa del 50.º Aniversario de la Victoria en la Gran Guerra Patria de 1941-1945        |
|  | Medalla Conmemorativa del 60.º Aniversario de la Victoria en la Gran Guerra Patria de 1941-1945        |
|  | Medalla de Zhúkov                                                                                      |
|  | Medalla al Trabajador Veterano                                                                         |
|  | Medalla del 50.º Aniversario de las Fuerzas Armadas de la URSS                                         |
|  | Medalla del 60.º Aniversario de las Fuerzas Armadas de la URSS                                         |
|  | Medalla del 70.º Aniversario de las Fuerzas Armadas de la URSS                                         |